# Paramecium

Struttura di un paramecio: 1) Vacuolo contrattile, 2) Vacuolo digestivo, 3) Macronucleo, 4) Micronucleo, 5) Citoprocto (o citopigio), 6) Citofaringe, 7) Citostoma, 8) Ciglia

Il Paramecium (O.F.Müll., 1773) è un genere di protisti infusori (così chiamati perché viventi in acque un tempo ricche di fiori e fieno in infusione). Nella classificazione tradizionale vengono considerati protozoi appartenenti alla classe dei ciliati, ordine degli oligotrichi, di cui sono i rappresentanti più tipici. Nelle classificazioni più moderne i parameci sono considerati protisti appartenenti ai ciliofori e nell'ordine dei peniculidi.
Si caratterizza per la sua forma ovale, la cui superficie è ricoperta da ciglia che permettono lo spostamento. Date le sue dimensioni, per poterlo osservare è necessario l'utilizzo di un microscopio.
I parameci vivono in acqua dolce, stagnante, quindi in un ambiente con concentrazione di soluti molto più bassa di quella interna alla cellula. Per contrastare l'ingresso di acqua per osmosi, il paramecio ha sviluppato una rete di collettori, che portano acqua a una riserva centrale, chiamata vacuolo contrattile, da cui l'acqua è pompata nuovamente nell'ambiente circostante.
Si muove velocemente nell'acqua grazie al battito di numerosissime ciglia di cui sono rivestiti in maniera pressoché uniforme, seguendo una traiettoria dall'andamento a spirale, ruotando rispetto all'asse maggiore. Se incontra un ostacolo, mostra la cosiddetta "reazione di esitamento", indietreggiando in diagonale e ripartendo in una nuova direzione.

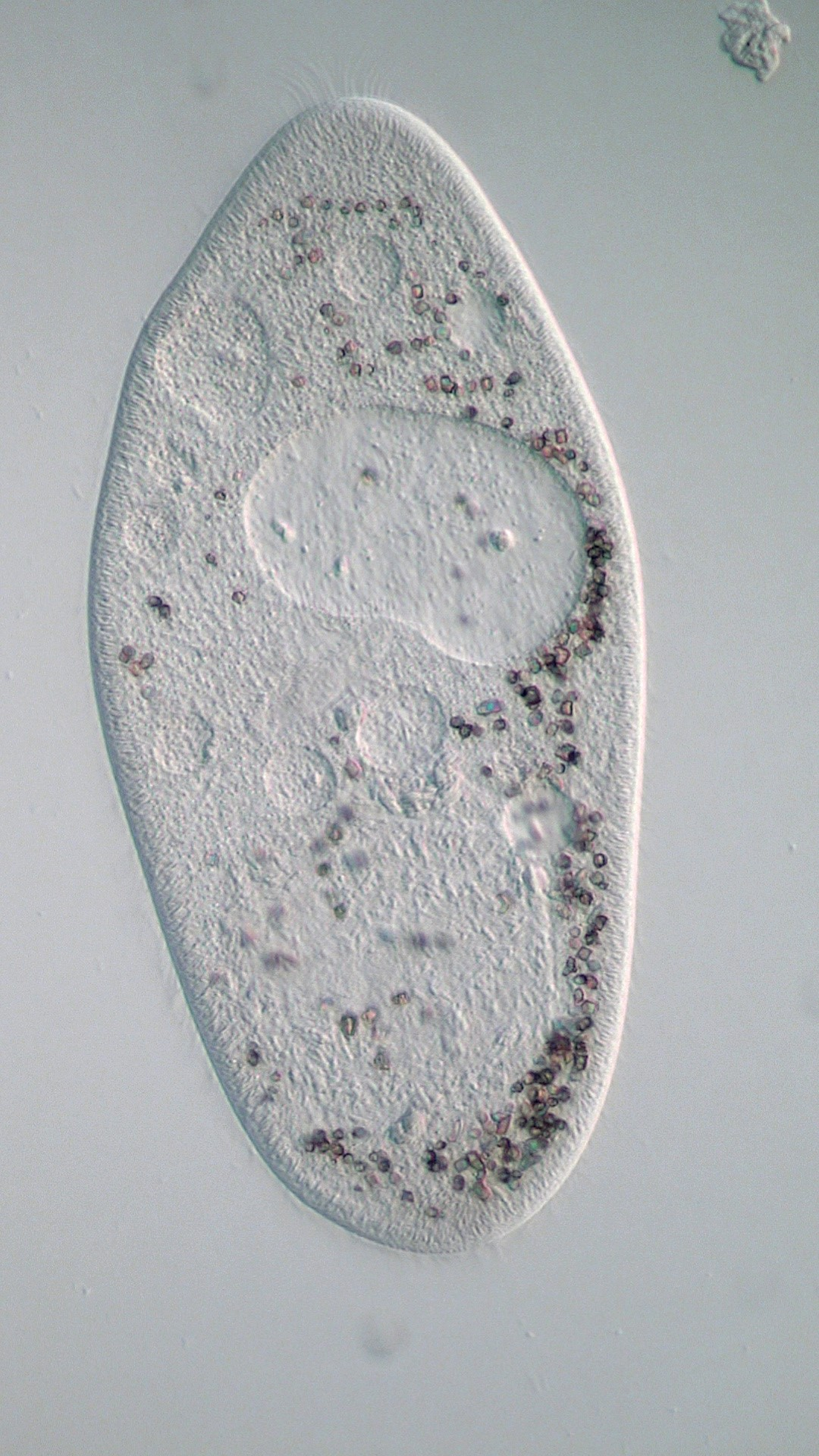
Paramecium multimicronucleatum il cui nucleo risulta infetto dal batterio Candidatus Gortzia shahrazadis (ingrandimento 40X).

I batteri costituiscono la sua principale fonte di nutrimento: essi vengono introdotti all'interno del paramecio attraverso un'apertura della membrana cellulare, il citostoma, circondato da ciglia; poi attraverso un'altra apertura, il citopigio, vengono eliminate le sostanze di rifiuto. I parameci, a loro volta, costituiscono la principale fonte di nutrimento per la maggior parte delle specie del genere di ciliati Didinium.
Nella cellula si trovano vacuoli digestivi e vacuoli pulsanti per l'eliminazione dell'acqua in eccesso.

Il paramecio è dotato di micronuclei che controllano la riproduzione e di macronuclei che controllano le altre funzioni. Si riproduce asessualmente per mitosi, ma ottiene la ricombinazione grazie alla coniugazione.
I parameci possiedono anche la possibilità di ospitare al loro interno dei cloroplasti. Infatti, mangiando essi alghe e vegetali in genere, i cloroplasti non vengono distrutti, bensì conservati all'interno del protista; qui svolgono la loro abituale attività di fotosintesi clorofilliana e le sostanze derivanti da questo processo vanno a beneficio del paramecio. Quindi si può dire che, quando un paramecio ospita dei cloroplasti al suo interno, diventa un organismo autotrofo, o meglio un organismo autotrofo facoltativo.